# Barbara Komarek
Barbara Komarek (* 16. Oktober 1968, in Horn, Niederösterreich) ist eine in den Bereichen Politik und öffentliche Wirtschaft tätige österreichische Managerin.

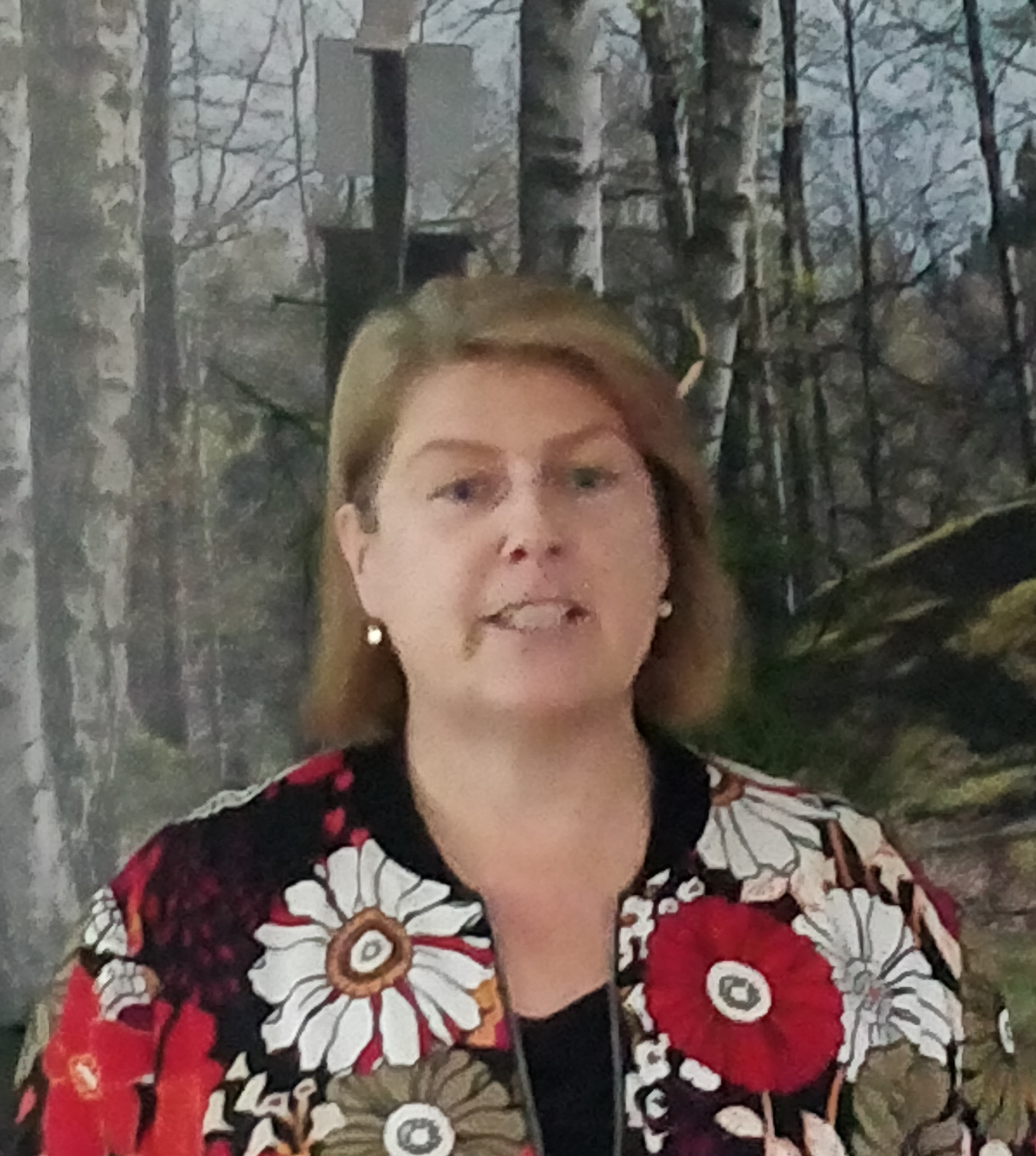
Barbara Komarek (2021)

## Ausbildung
Sie legte ihre Matura am Gymnasium Horn ab und studierte danach an der Wirtschaftsuniversität Wien Handelswissenschaften. Sie schloss das Studium im Jahr 1993 mit dem akademischen Grad Magister ab.

## Berufliches
- 1994–2001 Amt der NÖ Landesregierung, Abteilung Raumordnung und Regionalpolitik
- 2001–2004 Büroleiterin von Landeshauptmannstellvertreterin Liese Prokop, NÖ Landesregierung
- 2005–2009 Büroleiterin von Landesrätin Petra Bohuslav, NÖ Landesregierung
- 2009–2011 Büroleiterin von Landesrat Johann Heuras, NÖ Landesregierung
- 2011 – 03/2018 Büroleiterin von Landesrat Karl Wilfing, NÖ Landesregierung
- 03/2018 – 09/2018 Prokuristin der NÖVOG Infrastruktur GmbH, Niederösterreichische Verkehrsorganisationsges.m.b.H.
- seit 10/2018 Geschäftsführerin der Niederösterreich Bahnen Niederösterreichischen Verkehrsorganisationsges.m.b.H.[6][7][8] (NÖVOG).

Darüber hinaus ist sie Geschäftsführerin der NÖVOG Infrastruktur GmbH, eines 100%igen Tochterunternehmens der NÖVOG.

## Weitere Tätigkeiten
Sie vertritt die Schienenverkehrsbranche als Funktionärin in zahlreichen Funktionen der Wirtschaftskammer Niederösterreich und der Wirtschaftskammer Österreich, unter anderem als Spartenobfrau-Stellvertreterin der niederösterreichischen Sparte Transport und Verkehr sowie als Mitglied im Ausschuss des Fachverbandes der Schienenbahnen der Wirtschaftskammer Österreich. Bei der Wirtschaftskammerwahl 2020 hatte Komarek für die Liste der NÖ Wirtschaft kandidiert. Sie ist Mitglied des österreichischen Wirtschaftsbundes.

## Werke
- Barbara Komarek, Vom Umbruch zum Aufbruch: die Erweiterung der Europäischen Union, Club Niederösterreich, Wien, 1998
- Barbara Komarek, Europäische Regionalpolitik an der Nahtstelle zwischen Ost und West – erste Erfahrungen in Niederösterreich. Artikel in Der Donauraum, 1996-12, Vol.  36 (1–2), p. 162–163
- Barbara Komarek, Die Vorbereitungsstrategie der Osterweiterung der EU, Europaakademie der VAB, Wien, 1997
- Barbara Komarek, Regional- und Technologiepolitik der EG : Ziele, Programme, Konflikte, Diplomarbeit, eingereicht von Barbara Komarek 1993